# Comuna Podoleni, Neamț
Podoleni este o comună în județul Neamț, Moldova, România, formată din satele Negritești și Podoleni (reședința).

## Așezare
Comuna se află în extremitatea de sud a județului, aproape de limita cu județul Bacău, pe malul stâng al Bistriței. Este străbătută de șoseaua națională DN15, care leagă Piatra Neamț de Bacău. Prin comună trece și calea ferată Bacău-Bicaz, pe care este deservită de stația Podoleni.

## Demografie
Componența etnică a comunei Podoleni
     Români (88,06%)
     Alte etnii (11,94%)
Componența confesională a comunei Podoleni
     Ortodocși (87,6%)
     Alte religii (0,33%)
     Necunoscută (12,07%)
Conform recensământului efectuat în 2021, populația comunei Podoleni se ridică la 3.911 locuitori, în scădere față de recensământul anterior din 2011, când fuseseră înregistrați 4.196 de locuitori. Majoritatea locuitorilor sunt români (88,06%). Din punct de vedere confesional, majoritatea locuitorilor sunt ortodocși (87,6%), iar pentru 12,07% nu se cunoaște apartenența confesională.

## Politică și administrație
Comuna Podoleni este administrată de un primar și un consiliu local compus din 15 consilieri. Primarul, Bogdan Buhușanu[*], de la Partidul Național Liberal, este în funcție din 1 noiembrie 2024. Începând cu alegerile locale din 2024, consiliul local are următoarea componență pe partide politice:
|  | Partid                          | Consilieri | Componența Consiliului | Componența Consiliului | Componența Consiliului | Componența Consiliului | Componența Consiliului | Componența Consiliului | Componența Consiliului | Componența Consiliului | Componența Consiliului |
|  | ------------------------------- | ---------- | ---------------------- | ---------------------- | ---------------------- | ---------------------- | ---------------------- | ---------------------- | ---------------------- | ---------------------- | ---------------------- |
|  | Partidul Național Liberal       | 9          |                        |                        |                        |                        |                        |                        |                        |                        |                        |
|  | Partidul Social Democrat        | 5          |                        |                        |                        |                        |                        |                        |                        |                        |                        |
|  | Alianța pentru Unirea Românilor | 1          |                        |                        |                        |                        |                        |                        |                        |                        |                        |

## Istorie
La sfârșitul secolului al XIX-lea, comuna făcea parte din plasa Bistrița a județului Neamț și era formată din satele Podoleni și Dorneni, cu 1639 de locuitori. În comună funcționau o biserică și o școală. Anuarul Socec din 1925 o consemnează în aceeași plasă, având 2700 de locuitori în satele Podoleni, Dorneni și Negrilești. În 1931, satul Dorneni (denumit acum Dornești) a trecut la comuna Costișa).
În 1950, comuna Podoleni a fost arondată raionului Buhuși și apoi (după 1964) raionului Piatra Neamț din regiunea Bacău. În 1968, ea a revenit la județul Neamț, reînființat.

## Monumente istorice

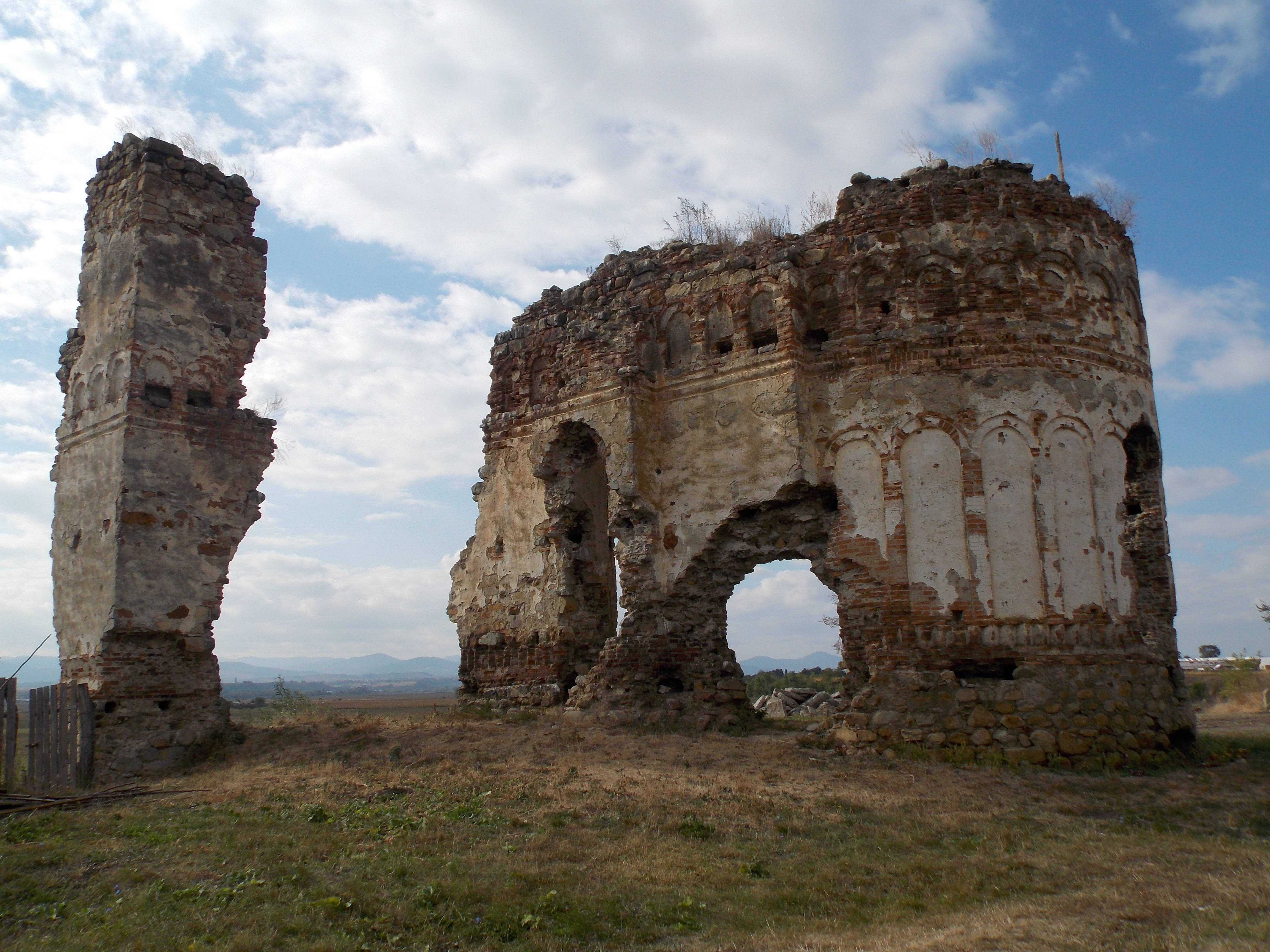
Ruinele fostei mănăstiri Bociulești, sit arheologic de interes local

Două obiective din comuna Podoleni sunt incluse în lista monumentelor istorice din județul Neamț ca monumente de interes local. Unul este clasificat ca sit arheologic — ruinele fostei mănăstiri Bociulești (secolele al XVII-lea–al XIX-lea) aflat în zona „la Ruine” a satului Podoleni. Celălalt, clasificat ca monument de arhitectură este ansamblul conacului Krupenski (1789–1800) din satul Podoleni, ansamblu constând din conacul propriu-zis (secolul al XVIII-lea) și parcul dendrologic (amenajat la sfârșitul secolului al XVIII-lea și cu transformări pe la 1810).